# الصوق (يريم)

تعديل مصدري - تعديل

الصوق محلة تابعة لقرية القدمة، التابعة لعزلة رعين بمديرية يريم إحدى مديريات محافظة إب في الجمهورية اليمنية.، بلغ تعداد سكانها 121 حسب تعداد اليمن لعام 2004.